# Governo Donev I
Il Governo Donev I è stato il 100º governo della Bulgaria, in carica dal 2 agosto 2022 al 3 febbraio 2023.
Esso si è formato in seguito alla mancata soluzione alla crisi di governo, scaturita dopo la fuoriuscita del partito ITN (del conduttore televisivo Slavi Trifonov) dal Governo Petkov, e la conseguente mozione di sfiducia, approvata il 22 giugno 2022 con 124 voti a favore su 240, che lo ha fatto crollare definitivamente.

## Formazione
Conseguentemente all’acutizzarsi dell’ennesima crisi di governo, dal 23 giugno il Presidente della Repubblica, Rumen Radev, cominciò le consultazioni per la formazione di un nuovo esecutivo.
Nonostante egli avesse provato di risolvere la crisi ed evitare delle elezioni anticipate concedendo un nuovo mandato, rispettivamente, al primo, secondo e terzo partito in parlamento, secondo il dettame costituzionale, l’esito negativo di quest’ultimi ha costretto il Capo dello Stato a sciogliere l’Assemblea e indire nuove elezioni per il 2 ottobre, le quarte in due anni.
Contestualmente a ciò, poiché il paese necessitava comunque di un esecutivo di transizione, egli ha nominato l'ex-Ministro del Lavoro e delle Politiche Sociali dei governi Janev I e II, Galab Donev, Primo ministro ad interim, il quale ha accettato l’incarico e formato il proprio governo, giurando il 2 agosto 2022.

## Posizioni politiche

### Politica estera
In politica estera, ha assunto posizioni nettamente contrastanti con quelle del Governo Petkov, cha aveva portato avanti politiche europeiste e filo atlantiste. Ha cercato di riavvicinare la Bulgaria alla Federazione Russa, nonostante le sanzioni inflitte dai Paesi occidentali ai russi come conseguenza dell'annessione della Crimea e dell'invasione russa dell'Ucraina.
In campo energetico ha rinunciato alle forniture di gas naturale liquefatto concordate dal Governo Petkov con gli Stati Uniti d'America ed ha ostacolato per mesi l'apertura dell'interconnettore Grecia-Bulgaria, benché da luglio 2022 fosse pronto ad entrare in funzione ed importare gas naturale attraverso il Corridoio meridionale del gas, promosso dalle politiche energetiche dell'Unione europea. Ha spinto per la riapertura di negoziati con Gazprom, per tornare a ricevere forniture di gas russo, sospese dalla Russia come ritorsione per il rifiuto a pagare il prezzo in rubli.

### Ritorno al voto cartaceo
Nel novembre 2022, anche su spinta delle forze di maggioranza, il Governo presenta un disegno di legge per tornare al voto cartaceo, dopo che dal 2019 il voto avveniva elettronicamente. Tale idea viene accolta molto positivamente da tutte le forze politiche presenti in parlamento, (eccetto PP e DB) e, per questo, la votazione in merito, avvenuta il 1º dicembre 2022, ha visto 165 favorevoli e 75 contrari. La legge prevede che il sistema elettronico rimanga in vigore fino a quando lo Stato non acquisterà nuove macchine di scansione cartacea.

### Rapporto con l'Euro
Il 17 febbraio 2023, il Governo ha annunciato la decisione di posticipare l'entrata del paese nella zona euro dal 1º gennaio 2024 al 1º gennaio 2025. La decisione, diramata dal ministro delle finanze, è stata motivata dalla necessità di modifiche legislative, già procrastinate a causa della instabilità politica attanagliante il paese. La decisione fu altresì presa anche a causa dell'elevata inflazione, molto sentita nel paese come in tutto il resto dell'Europa.

### Posizioni sulle scelte europee
Nel febbraio 2023 il Parlamento europeo ha approvato con 340 voti favorevoli, 279 contrari e 21 astenuti, la proposta della Commissione europea di eliminare la produzione e vendita delle automobili a combustione interna dal 1º gennaio 2035.
Ciò, tuttavia, ha scatenato aspre critiche da parte dei governi dei paesi europei in cui l’industria automobilistica era (ed è) molto florida, tra cui Italia, Germania, Polonia e la stessa Bulgaria, tutti concordi nell’idea che tale legislazione (definita "Eurofollia") avrebbe causato un serio rischio per l’industria del settore. La posizione bulgara sul tema, quindi, fu quella di astenersi nelle votazioni presso il Consiglio Europeo.

## Composizione
Partito Socialista Bulgaro (BSP)
     Continuiamo il Cambiamento (PP)
     Attacco
     Indipendenti di area Cittadini per lo Sviluppo Europeo della Bulgaria (GERB).
     Indipendenti
| Carica                                                                                           | Titolare | Titolare | Titolare                        | Partito politico | Partito politico |
| ------------------------------------------------------------------------------------------------ | -------- | -------- | ------------------------------- | ---------------- | ---------------- |
| Primo ministro                                                                                   |          |          | Gălăb Donev                     | Indipendente     |                  |
| Primo Vice Primo Ministro (per il Lavoro e le Politiche Sociali)                                 |          |          | Lazar Lazarov                   | Indipendente     |                  |
| Secondo Vice Primo ministro (per le Politiche economiche) Ministro dei Trasporti e Comunicazioni |          |          | Hristo Aleksiev                 | Indipendente     |                  |
| Terzo Vice Primo Ministro (per l'Ordine e la Sicurezza interni) Ministro dell’Interno            |          |          | Ivan Demerdžiev                 | Indipendente     |                  |
| Quarto Vice Primo Ministro (per la gestione dei Fondi Europei)                                   |          |          | Atanas Pekanov                  | Indipendente     |                  |
| Ministro delle Finanze                                                                           |          |          | Rosica Atanasova Velkova-Želeva | Indipendente     |                  |
| Ministro della Difesa                                                                            |          |          | Dimităr Stojanov                | Attacco          |                  |
| Ministro degli Esteri                                                                            |          |          | Nikolay Milkov                  | Indipendente     |                  |
| Ministro della Giustizia                                                                         |          |          | Krum Zarkov                     | BSP              |                  |
| Ministro della Salute                                                                            |          |          | Asen Medžidiev                  | Indipendente     |                  |
| Ministro dell'Istruzione e della Scienza                                                         |          |          | Sašo Penov                      | Indipendente     |                  |
| Ministro dell'Agricoltura e dell'Alimentazione                                                   |          |          | Javor Gečev                     | BSP              |                  |
| Ministro dell'Ambiente e delle Acque                                                             |          |          | Rosica Karamfilova-Blagova      | Indipendente     |                  |
| Ministro dell'Energia                                                                            |          |          | Rosen Hristov                   | Indipendente     |                  |
| Ministro dell'Economia e dell'Industria                                                          |          |          | Nikola Stojanov                 | Indipendente     |                  |
| Ministro dello Sviluppo regionale e dei Lavori pubblici                                          |          |          | Ivan Šiškov                     | Indipendente     |                  |
| Ministro della Cultura                                                                           |          |          | Velislav Minekov                | Indipendente     |                  |
| Ministro della Gioventù e dello Sport                                                            |          |          | Vesela Lečeva                   | BSP              |                  |
| Ministro dell'Innovazione e della Crescita                                                       |          |          | Aleksandăr Pulev                | Indipendente     |                  |
| Ministro del Turismo                                                                             |          |          | Ilin Dimitrov                   | PP               |                  |
| Ministro del Governo Digitale                                                                    |          |          | Georgi Todorov                  | Indipendente     |                  |

Fonte: (BG) Президентът насрочи парламентарни избори за 2 октомври 2022 г. и назначи служебно правителство, su president.bg, Presidenza della Repubblica di Bulgaria, 2 agosto 2022. URL consultato il 2 agosto 2022.

## Situazione parlamentare

### 47ª legislatura
| Camera              | Collocazione      | Partiti                                         | Seggi     |
| ------------------- | ----------------- | ----------------------------------------------- | --------- |
| Assemblea Nazionale | Governo/App. est. | PP (67), BSP (26), Indipendenti (7), DB (16)    | 116 / 240 |
| Assemblea Nazionale | Opposizione       | GERB - SDS (59), DPS/HÖH (34), ITN (18), V (13) | 124 / 240 |

NOTA: Il Governo è potuto entrare in carica anche senza l’avallo parlamentare poiché, secondo la Costituzione bulgara, in tempi di crisi (come nel caso di una sfiducia) il Presidente della Repubblica è autorizzato a nominare un governo temporaneo.